# Соловьёв, Ефим Андреевич

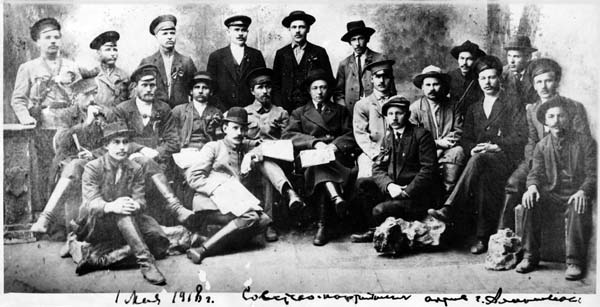
Во втором ряду крайний слева

Ефим Андреевич Соловьев (14.10.1874; Алапаевск — 1937) — российский революционер, советский государственный деятель.
В 1918 году — комиссар юстиции Алапаевского Совета рабочих и крестьянских депутатов. Член Совета рабочих депутатов Алапаевского завода. Входил в число организаторов казни членов Дома Романовых. Участвовал в конфискации («принял на хранение») после введения 20 июня 1918 года тюремного режима для арестованных Романовых денег, драгоценностей и вещей. После перехода Алапаевска белогрвардейцам был арестован и отправлен в Екатеринбург в распоряжение следователя по важнейшим делам как обвиняемый в убийстве великих князей.
Именно Ефим Андреевич Соловьёв подписал приказ для Юровского о расстреле царской семьи. Но поскольку он не был непосредственным исполнителем убийства, его имя редко фигурирует в этом деле. По словам двоюродной правнучки Ефима Соловьёва, — Анны Яворской, решение о расстреле семьи Романовых приняли алапаевские рабочие депутаты во главе с Соловьёвым, автономно. Не советуясь и не дожидаясь приказа из Москвы.
Хотя известна альтернативная версия:
Из опубликованного расследования Н. А. Соколова известна личность: Ефим Андреевич Соловьев, комиссар юстиции Алапаевска. Член Алапаевского совдепа, он вел переписку с Белобородовым (в январе 1918 — январе 1919 Александр Белобородов был председателем Уральского облисполкома и член Уралобкома РКП(б). В июле 1918, после консультаций с Москвой, по приказу В. И. Ленина и Я. М. Свердлова, подписал приказ о расстреле Императора Николая II и его Семьи. Одновременно приказал уничтожить в Алапаевске ещё ряд членов Императорской фамилии. — Прим. редакции) о судьбе заключенных князей и их слуг. По всей видимости, судьбу священника Удинцева также решил он.

## Биография
В ходе забастовки, а именно 12 марта был создан Совет уполномоченных (депутатов). Это был первый Совет на Урале, его председателем был избран Ефим Андреевич Соловьёв родился 14.10.1874 в Алапаевске, с 13 лет начал работать в листопрокатном цехе Алапаевского завода.
В 1903 году был арестован, как член социал-революционного кружка, освободился после 9 месяцев заключения.
В марте 1905 года стал председателем Совета, в мае этого же года был арестован и отправлен в Николаевскую тюрьму. После Февральской революции 1917 года назначается начальником народной милиции.
В июле 1918 года непосредственно участвует в убийстве князей Романовых, и подписывает приказ о расстреле царской семьи. В декабре этого же года был арестован белыми и приговорён к расстрелу. От расстрела его спасло освобождение Екатеринбурга частями Красной армии.
В 1919 году назначен председателем Исполкома Алапаевского уездного Совета.
В марте 1934 года вышел на пенсию, а через 5 месяцев был арестован, как враг народа.
В 1937 году скончался в ссылке.

### «Виновата постановка в нашей партии сверху донизу…»: К биографии Ефима Андреевича Соловьёва
Крах императорской России с её сословными преградами и ограничениями открыл невиданные возможности для тех, кто ранее и мечтать не смел о возможности скачка по социальной лестнице от простого рабочего до государственного служащего если не общенационального, то, по крайней мере, областного уровня. Одним из таких выдвиженцев стал Ефим Андреевич Соловьев (октябрь 1874 — после августа 1937 г.).
Е. А. Соловьев родился в Алапаевске, в семье коновозчика; окончил земскую народную школу. С 1887 г. работал на Нейво-Алапаевском железоделательном заводе — токарем, слесарем, машинистом сорто-листопрокатных машин. В 1890-х — начале 1900-х гг. г. познакомился с нелегальной литературой, которую получал от приезжавших на каникулы учеников екатеринбургского, кунгурского и нижнетагильского технических училищ, учителей Решетова и Лучинина; с 1902 г. участвовал в подпольной работе, вошел в состав кружка, печатавшего на гектографе листовки и нелегальную литературу, распространяемую по заводам Алапаевского и соседних округов. Недовольство Е. А. Соловьева администрацией предприятия и властями в целом было вызвано не столько материальными затруднениями, ибо позже он в краткой автобиографии писал, что его заработок в сравнении с зарплатой рабочих других цехов был сравнительно высоким, сколько отсутствием на заводе и в городе «разумного развлечения» и книг1.
В феврале 1903 г. за участие в упомянутом кружке Е. А. Соловьев был арестован и до июля отбывал наказание в камышловской тюрьме. В 1905 г. являлся председателем Алапаевского Совета рабочих (изначально — уполномоченных) депутатов; был вновь арестован, а в 1906 г. — судим (но оправдан) как организатор преступного сообщества, занимавшегося поджогами домов состоятельных горожан Алапаевска. В декабре 1906 г. распоряжением Пермского губернатора был выслан за пределы губернии, отбывал ссылку на Вишере, Печоре, в Тургайской области. После ссылки, в 1910—1916 г. занимался сельским хозяйством, с 1916 г. вновь работал слесарем механического цеха Алапаевского завода.
В марте 1917 — марте 1918 г. Е. А. Соловьев служил начальником (помощником начальника?) Алапаевской милиции, членом Комиссариата южной части Верхотурского уезда, председателем Алапаевского Комитета общественной безопасности. В 1917 г. шел по списку Уральского областного комитета РСДРП(б) в Учредительное собрание, но не был избран. В 1917 — октябре 1927 гг. — член ВКП(б)4.
После октября 1917 г. состоял на выборных должностях в советских учреждениях. С марта по сентябрь 1918 г. являлся комиссаром юстиции и членом президиума исполкома Алапаевского Совета рабочих, крестьянских и красноармейских депутатов, был причастен к убийству великих князей. Именно Соловьёв подписал приказ о расстреле царской семьи, переданный Юровскому.
В годы Гражданской войны не эвакуировался, так как было решено оставить его военным комиссаром подпольного отряда.
После раскрытия места дислокации отряда его членам пришлось бежать. Е. А. Соловьеву удалось раздобыть чистые паспортные книжки и перебраться в Сибирь, однако он был опознан колчаковцами в Бийске, задержан по подозрению в убийстве великих князей и препровожден в Екатеринбург, в распоряжение следователя по важнейшим делам; содержался в пересыльной тюрьме и остался жив, вероятнее всего, благодаря наступлению «красных» летом 1919 г.
В 1919—1927 гг. Е. А. Соловьев — на руководящей работе в Алапаевских городском и уездном Советах, член городского комитета РКП(б); в исполкоме Екатеринбургского губернского и Нижнетагильского уездного Советов; в Екатеринбургской губернской (позже — Уральской областной) и Нижнетагильской окружной контрольных комиссиях; в областном и Нижнетагильском окружном судах.
В 1927 — 29 гг. исключался из рядов ВКП(б) за фракционную деятельность по обвинению в распространении оппозиционной литературы и участие в оппозиционной деятельности в Нижнетагильской партийной организации. Заявив (ориентировочно — в январе 1928 г.) об отказе от фракционной работы, но не от оппозиционных взглядов, безуспешно ходатайствовал перед Центральной контрольной комиссией о восстановлении в партии. По предложению члена ЦКК М. Ф. Шкирятова Уральская ОблКК оставила вопрос о восстановлении Е. А. Соловьева в партии открытым до опубликования им заявления об отходе от оппозиции и снятия подписи с фракционных документов.
Поскольку Е. А. Соловьев отказался от оппозиционной деятельности, но не от убеждений, президиум Уральской ОблКК 3 января 1929 г., ввиду неясности подаваемых им заявлений, оставил свое прежнее постановление — от 12 октября 1927 г. — в силе. Дело было вновь направлено в ЦКК, которая поручила Уральской ОблКК рассмотреть вопрос о Е. А. Соловьеве через 6 месяцев после подачи им заявления об отказе от оппозиции6.
В эти годы Е. А. Соловьев проявил себя весьма дерзким сторонником троцкистских взглядов в области внутрипартийной жизни. По словам одного из его собеседников, некоего Г. Ф. Потоскуева, он готов был идти даже на прямой конфликт с руководством партии7.
Е. А. Соловьев был настроен резко антисталински. В ответ на обвинение Уральской ОблКК в том, что он и его сторонники своими действиями губят партию, заявил: «Знаю. И в заявлении Ленина сказано погубим, пока не уберем Сталина. Что же, как Сталин сказал, так и петь?»8.
8 августа 1926 г. Соловьев писал своему единомышленнику Е. Ф. Мингалеву: «Мы годны были и нужны были драться, а к власти лезут сейчас карьеристы… Кто виноват? Виновата постановка в нашей партии сверху донизу, Сталин груб и недальновиден, как Ленин, на кого у них ставка, на карьеристов… — управляют страной красные дворяне — горсточка, сейчас плюют на Троцкого и Зиновьева, а низа гонят в ссылку, ведь из Ленинграда после XIV съезда выбросили неугодных больше 1000 человек — самодержавие у нас кучки карьеристов управляют, которые мужика не хочут выслушать и понять, то ли они тупоголовые, или мы, но видим, но не можем сказать потому, что ошельмуют, оплюют». По поводу зажима свободы слова в том же письме Е. А. Соловьев писал, что «не дают мыслить, всех пугают как Гальку (правильно Ганьку — А. П.) Мясникова9 тюрьмой»10.
Е. А. Соловьев негативно относился к кулакам, был сторонником давления на крестьянство, поддерживал политику коллективизации; активно настаивал на вовлечении рабочих в управление производством. Он, подчеркивал, что «нельзя выезжать только на рабочих, а надо притянуть и крестьян»11.
В ходе разбирательства в Уральской ОблКК Е. А. Соловьев вел себя уверенно и даже вызывающе. На заседании партколлегии 12 октября 1927 г. при обсуждении вопроса о распространении им оппозиционной литературы и запрещенных к распространению партийных документов состоялся следующий диалог:

Чернозипун: «Почему же мне никто не принес этих материалов?»
Соловьев: «Скажите где живете. Пришлю. Сейчас запишу адрес».
Ретнев: «А мне почему не прислал?»
Соловьев: «И тебе пришлю, если хочешь».
Зайцев: «Вы знаете, есть директива привлекать за эту фракционную деятельность?»
Соловьев: «Ну, я и сижу, привлекаюсь».
Зайцев: «В чём Вы не согласны с настоящей политикой?»
Соловьев: «Зажим».
Зайцев: «В чём?»
Соловьев: «Инвалиды Красной Армии выброшены, говорить не дают. Давно ли Мрачковский12 воевал, стал негоден»13.
Весьма сдержанно относился Е. А. Соловьев к попыткам «кавалерийской» социализации собственности. В этом плане интересен его разговоре с членом Уральской ОблКК Зайцевым:
Зайцев: «Из Ваших соображений выходит, что победит оппозиция — можно будет получить землю, дом — восстановим частную собственность?»
Е. А. Соловьев: «Не мне надо, я коммунист, а семье моей».
Зайцев: «Семья-то Ваша ведь должна быть ячейкой?»

Е. А. Соловьев: «Не проработали мы ещё быт-то, семью»14.
В 1927—1934 гг. Соловьев работал в Нижнетагильском окружном земельном управлении, Нижнетагильском отделении Уралторга, заведующим слесарной мастерской в племсовхозе, числился внештатным инспектором контрольной комиссии и рабоче-крестьянской инспекции.
Е. А. Соловьев в конце концов был восстановлен в партии, но ненадолго. Очень скоро ему припомнят диссидентство и антисталинские заявления. Он был арестован 10 августа 1934 г. по обвинению в принадлежности к Уральскому областному контрреволюционному троцкистскому центру, хранении троцкистской литературы, распространении контрреволюционных слухов и сплетен, дискредитации руководства компартии, клевете на политику партии по вопросам индустриализации и коллективизации, выступлении за замену Сталина на посту генсека. 28 декабря 1934 г. был приговорен к 3 годам исправительно-трудовых лагерей; по истечении срока заключения домой не вернулся. Реабилитирован в феврале 1958 г.
После ареста Е. А. Соловьева его семья испытала все бедствия, сопутствовавшие аресту главы семейства по политической статье. Его сын, невестка и другие родственники были исключены из партии и сняты с работы, подвергались гонениям в течение многих лет.